# Lista de perfumes
Lista de perfumes famosos ordenados por ano de criação.
| Ano     | Nome                         | Empresa                            | Perfumista                                             |
| ------- | ---------------------------- | ---------------------------------- | ------------------------------------------------------ |
| 1390    | Fiori di Capri               | Carthusia                          |                                                        |
| 1513    | 'Maris Lusitani              | Real Sociedade Portuguesa Perfumes | Gaspar Silva Lobo (1482-?)                             |
| 1709    | Farina Eau de Cologne        | Johann Maria Farina                | Johann Maria Farina (1685-1766)                        |
| 1714    | Kölnisch Wasser              | Farina gegenüber                   | Johann Maria Farina                                    |
| 1780    | Royal English Leather        | Creed                              |                                                        |
| 1789    | Number Six                   | Caswell-Massey                     |                                                        |
| 1792    | 4711 Echt Kölnisch Wasser    | 4711                               | Wilhelm Muhlens                                        |
| 1798    | Eau de Lubin                 | Parfum Lubin                       | Pierre François Lubin                                  |
| 1799    | Gold Medal                   | Atkinsons                          |                                                        |
| 1806    | Jean Marie Farina            | Roger & Gallet                     |                                                        |
| 1815    | Freshman                     | Truefitt & Hill                    | Francis Truefitt                                       |
| 1821    | Lavender                     | Floris                             |                                                        |
| 1828    | Pot Pourri                   | Santa Maria Novella                |                                                        |
| 1853    | Eau de Cologne Imperial      | Guerlain                           | Pierre-François-Pascal Guerlain                        |
| 1862    | Fantasia de Fleurs           | Creed                              |                                                        |
| 1872    | Hammam Bouquet               | Penhaligon's                       | William Henry Penhaligon                               |
| 1889    | Jicky                        | Guerlain                           | Aimé Guerlain                                          |
| c. 1900 | Bouquet Nouveau              | Roger & Gallet                     |                                                        |
| 1901    | Edwardian Bouquet            | Floris                             |                                                        |
| 1902    | Blenheim Bouquet             | Penhaligon's                       | William Henry Penhaligon                               |
| 1904    | Mouchoir de Monsieur         | Guerlain                           | Jacques Guerlain                                       |
| 1908    | Florida Water                | Murray & Lanman                    |                                                        |
| c.1910  | Astris                       | L.T. Piver                         | L.T. Piver                                             |
| c.1912  | Chypre                       | D'Orsay                            |                                                        |
| 1911    | English Fern                 | Penhaligon's                       | William Henry Penhaligon                               |
| c. 1911 | Illusion                     | Drake                              |                                                        |
| c.1911  | Narcise Noir                 | Parfums Caron                      |                                                        |
| 1912    | L'Heure Bleue                | Guerlain                           | Jacques Guerlain                                       |
| 1912    | Quelques Fleurs L'Original   | Houbigant                          |                                                        |
| 1913    | April Violets                | Yardley                            |                                                        |
| c. 1913 | La Feuilleraie               | Gueldy                             |                                                        |
| c.1913  | Muguet                       | Coty                               |                                                        |
| 1913    | Violette Précieuse           | Parfums Caron                      | Ernest Daltroff                                        |
| 1916    | Acqua di Parma Colonia       | Acqua di Parma                     |                                                        |
| 1917    | Chypre de Coty               | François Coty                      | François Coty                                          |
| 1919    | Mitsouko                     | Guerlain                           | Jacques Guerlain                                       |
| 1919    | Tabac Blond                  | Caron                              | Ernest Daltroff                                        |
| 1921    | N°5                          | Chanel                             | Ernest Beaux                                           |
| 1922    | June Roses                   | Morny                              |                                                        |
| 1922    | No. 22                       | Chanel                             | Ernest Beaux                                           |
| 1922    | Nuit de Noël                 | Caron                              | Ernest Daltroff                                        |
| 1924    | Cuir de Russie               | Chanel                             | Ernest Beaux                                           |
| c.1925  | Mon Studio                   | Calliste                           |                                                        |
| c.1925  | My Sin                       | Lanvin                             |                                                        |
| 1925    | Shalimar                     | Guerlain                           | Jacques Guerlain                                       |
| 1926    | Bois des Îles                | Chanel                             | Ernest Beaux                                           |
| 1926    | Paris                        | Coty                               |                                                        |
| 1927    | Arpège                       | Lanvin                             | André Fraysse                                          |
| 1927    | Bellodgia                    | Caron                              | Ernest Daltroff                                        |
| 1927    | L'Aimant                     | Coty                               | Francois Coty, Vincent Roubert                         |
| 1928    | Soir de Paris                | Bourjois                           | Ernest Beaux                                           |
| 1929    | Liu                          | Guerlain                           | Jacques Guerlain                                       |
| 1930    | Acqua di Parma Profumo       | Acqua di Parma                     |                                                        |
| 1930    | Joy                          | Jean Patou                         | Henri Alméras                                          |
| 1932    | Je Reviens                   | House of Worth                     | Maurice Blanchet                                       |
| 1932    | Tabu                         | Dana                               | Jean Carles                                            |
| 1933    | Vol de Nuit                  | Guerlain                           | Jacques Guerlain                                       |
| 1933    | Angélique Encens             | Creed                              |                                                        |
| 1934    | Blue Grass                   | Elizabeth Arden                    | Fragonard                                              |
| 1934    | Dunhill for Men              | Alfred Dunhill                     |                                                        |
| 1934    | Pour Un Homme                | Caron                              | Ernest Daltroff                                        |
| 1935    | Nuit de Longchamp            | Parfum Lubin                       |                                                        |
| 1936    | French Cancan                | Caron                              | Ernest Daltroff                                        |
| c.1936  | Kobako                       | Bourjois                           |                                                        |
| 1937    | Colony                       | Patou                              |                                                        |
| 1938    | Dancing Time                 | Durbarry                           |                                                        |
| 1939    | It's You                     | Arden                              |                                                        |
| 1940    | Snuff                        | Schiaparelli                       |                                                        |
| 1943    | Arôme 3                      | D'Orsay                            |                                                        |
| 1944    | Bandit                       | Robert Piguet                      | Germaine Cellier                                       |
| 1944    | Femme                        | Rochas                             | Edmond Roudnitska                                      |
| 1945    | White Shoulders              | Elizabeth Arden                    |                                                        |
| 1946    | Coeur-Joie                   | Nina Ricci                         | Germaine Cellier                                       |
| 1946    | Ma Griffe                    | Carven                             | Jean Carles                                            |
| 1947    | Vent Vert                    | Balmain                            | Germaine Cellier                                       |
| 1948    | Fracas                       | Robert Piguet                      | Germaine Cellier                                       |
| 1948    | L'Air du Temps               | Nina Ricci                         | Françis Fabron                                         |
| 1949    | Rose                         | Caron                              | Michel Morsetti                                        |
| 1949    | English Leather              | Dana                               |                                                        |
| 1950    | Orange Spice                 | Creed                              |                                                        |
| 1951    | Eau d'Hermès                 | Hermès                             | Edmond Roudnitska                                      |
| 1951    | Prince Douka                 | Marquay                            |                                                        |
| 1952    | Wind Song                    | Prince Matchabelli                 | Georges V. Matchabelli                                 |
| 1952    | Quadrille                    | Balenciaga                         |                                                        |
| 1953    | Youth Dew                    | Estée Lauder                       | Estée Lauder                                           |
| 1954    | Electrique                   | Max Factor                         |                                                        |
| 1954    | Poivre                       | Caron                              | Michel Morsetti                                        |
| 1955    | Chanel Pour Monsieur         | Chanel                             | Henri Robert                                           |
| 1955    | Pine Sylvestre               | Silvestre                          | Lino Vidal                                             |
| 1956    | Diorissimo                   | Christian Dior                     | Edmond Roudnitska                                      |
| 1957    | Le De                        | Givenchy                           |                                                        |
| 1957    | L'Interdit (original)        | Givenchy                           | Francis Fabron                                         |
| 1959    | Monsieur de Givenchy         | Givenchy                           | Michel Hy                                              |
| 1959    | Cabochard                    | Parfums Grès                       | Bernard Chant                                          |
| 1960    | Unforgettable                | Avon                               |                                                        |
| 1961    | Eau d'Hadrien                | Annick Goutal                      | Annick Goutal                                          |
| 1961    | Vetiver                      | Guerlain                           | Jean-Paul Guerlain                                     |
| 1962    | Bal a Versailles             | Jean Desprez                       | Jean Desprez                                           |
| 1963    | Diorling                     | Christian Dior                     | Paul Vacher                                            |
| 1964    | Idole de Lubin               | Parfum Lubin                       |                                                        |
| 1965    | Aramis                       | Aramis                             |                                                        |
| 1966    | Eau Sauvage                  | Christian Dior                     | Edmond Roudnitska                                      |
| 1967    | Climat                       | Lancôme                            |                                                        |
| 1968    | Irisia                       | Creed                              |                                                        |
| 1969    | Ô                            | Lancôme                            | Robert Gonnon                                          |
| 1969    | Chamade                      | Guerlain                           | Jean-Paul Guerlain                                     |
| 1970    | Equipage                     | Hermès                             | Guy Robert                                             |
| 1970    | Sélection Verte              | Creed                              |                                                        |
| 1971    | No. 19                       | Chanel                             | Henri Robert                                           |
| 1972    | Diorella                     | Christian Dior                     | Edmond Roudnitska                                      |
| 1972    | Fleurissimo                  | Creed                              |                                                        |
| 1973    | Charlie                      | Revlon                             | Harry A. Cuttler                                       |
| 1973    | Ciara                        | Revlon                             |                                                        |
| 1974    | Baby Soft                    | Love's                             |                                                        |
| 1974    | Cristalle                    | Chanel                             | Henri Robert                                           |
| 1974    | Eau de Guerlain              | Guerlain                           | Jean-Paul Guerlain                                     |
| 1975    | Zeste Mandarine Pamplemousse | Creed                              |                                                        |
| 1976    | Lily of the Valley           | Penhaligon's                       |                                                        |
| 1976    | Violetta                     | Penhaligon's                       |                                                        |
| 1976    | Z-14                         | Halston                            | Vincent Marsello                                       |
| 1977    | Opium                        | Yves Saint Laurent                 | Jean-Louis Sieuzac                                     |
| 1978    | Anaïs Anaïs                  | Cacharel                           | Raymond Chaillan/Roger Pellegrino                      |
| 1978    | Azzaro Pour Homme            | Azzaro                             | Gérard Anthony, Martin Heiddenreich, Richard Wirtz     |
| 1978    | Bluebell                     | Penhaligon's                       | Michael Pickthall                                      |
| 1978    | Cinnabar                     | Estée Lauder                       |                                                        |
| 1978    | Magie Noire                  | Lancôme                            | G. Goupy / J-C Niel                                    |
| 1978    | White Linen                  | Estée Lauder                       | Sophia Grojsman                                        |
| 1979    | Nahéma                       | Guerlain                           | Jean-Paul Guerlain                                     |
| 1980    | Ivoire                       | Balmain                            | Francis Camail                                         |
| 1980    | Patou Pour Homme             | Jean Patou                         | Jean Kerleo                                            |
| 1981    | Kouros                       | Yves Saint Laurent                 | Pierre Bourdon                                         |
| 1981    | Must de Cartier              | Cartier                            | Jean-Jacques Diener                                    |
| 1981    | Nombre Noir                  | Shiseido                           | Jean-Yves Leroy                                        |
| 1981    | Giorgio                      | Giorgio Beverly Hills              | Group Work: M.L. Quince, Francis Camail, Harry Cuttler |
| 1982    | Drakkar Noir                 | Guy Laroche                        | Pierre Wargnye                                         |
| 1982    | Trussardi                    | Trussardi                          |                                                        |
| 1982    | Quorum                       | Antonio Puig                       |                                                        |
| 1983    | Paris                        | Yves Saint Laurent                 | Sophia Grojsman                                        |
| 1984    | Coco                         | Chanel                             | Jacques Polge                                          |
| 1985    | Obsession                    | Calvin Klein                       | Jean Guichard                                          |
| 1985    | Poison                       | Christian Dior                     | Jean Guichard                                          |
| 1985    | Green Irish Tweed            | Creed                              | Oliver Creed                                           |
| 1986    | Prescriptives Calyx          | Prescriptives                      | Sophia Grojsman                                        |
| 1987    | Lou Lou                      | Cacharel                           | Jean Guichard                                          |
| 1988    | Cool Water                   | Davidoff                           | Pierre Bourdon                                         |
| 1988    | Eternity                     | Calvin Klein                       | Sophia Grojsman                                        |
| 1988    | Fahrenheit                   | Christian Dior                     | Jean-Louis Sieuzac, Maurice Roger                      |
| 1989    | Red Door                     | Elizabeth Arden                    | Carlos Benaim, Olivier Gillotin                        |
| 1989    | Samsara                      | Guerlain                           | Jean-Paul Guerlain                                     |
| 1990    | Trésor                       | Lancôme                            | Sophia Grojsman                                        |
| 1991    | Gendarme                     | Gendarme                           |                                                        |
| 1992    | Angel                        | Thierry Mugler                     | Olvier Cresp                                           |
| 1992    | Bois de Violette             | Serge Lutens                       | Christopher Sheldrake                                  |
| 1992    | L'eau d'Issey                | Issey Miyake                       | Jacques Cavallier                                      |
| 1992    | Feminitè du Bois             | Shiseido                           | Christopher Sheldrake                                  |
| 1993    | Jean-Paul Gaultier Classique | Jean-Paul Gaultier                 | Jacques Cavallier                                      |
| 1994    | Blue Jeans                   | Versace                            | Alberto Morillas                                       |
| 1994    | CK One                       | Calvin Klein                       | Harry Fremont and Alberto Morillas                     |
| 1995    | 24, Faubourg                 | Hermès                             | Maurice Roucel                                         |
| 1995    | Hugo                         | Hugo Boss                          | Francis Kurkdjian/Creations Aromatiques                |
| 1995    | Le Mâle                      | Jean-Paul Gaultier                 | Francis Kurkdjian                                      |
| 1995    | Millésime Impérial           | Creed                              |                                                        |
| 1996    | Acqua di Gió Pour Homme      | Giorgio Armani                     | Alberto Morillas and Jacques Cavallier                 |
| 1996    | Angel Men/A*Men              | Thierry Mugler                     |                                                        |
| 1996    | Dolce Vita                   | Christian Dior                     | Pierre Bourdon and Maurice Roger                       |
| 1996    | Spring Flower                | Creed                              | Olivier Creed                                          |
| 1996    | Tommy Girl                   | Tommy Hilfiger                     |                                                        |
| 1996    | Organza                      | Givenchy                           | Sophie Labbé                                           |
| 1997    | Envy                         | Gucci                              | Maurice Roucel                                         |
| 1997    | Lolita Lempicka              | Lolita Lempicka                    | Annick Menardo                                         |
| 1998    | Hypnotic Poison              | Christian Dior                     | Annick Menardo                                         |
| 1998    | Bulgari Black                | Bulgari                            | Annick Menardo                                         |
| 1998    | Noa                          | Cacharel                           | Olivier Cresp                                          |
| 1999    | Dzing!                       | L'Artisan                          | Olivia Giacobetti                                      |
| 1999    | J’Adore                      | Christian Dior                     | Calice Becker                                          |
| 2000    | Miracle                      | Lancôme                            | Olivia Giacobetti                                      |
| 2000    | Tea for Two                  | L'Artisan                          | Olivia Giacobetti                                      |
| 2001    | 1872                         | Clive Christian                    |                                                        |
| 2001    | Chergui                      | Serge Lutens                       | Christopher Sheldrake                                  |
| 2001    | Coco Mademoiselle            | Chanel                             | Jacques Polge                                          |
| 2001    | Light Blue                   | Dolce & Gabbana                    | Olivier Cresp                                          |
| 2001    | Mugler Cologne               | Thierry Mugler                     | Alberto Morillas                                       |
| 2001    | No. 1                        | Clive Christian                    |                                                        |
| 2001    | Nu                           | Yves Saint Laurent                 | Jacques Cavallier                                      |
| 2001    | X                            | Clive Christian                    |                                                        |
| 2002    | Addict                       | Christian Dior                     | Thierry Wasser                                         |
| 2002    | Black Cashmere               | Donna Karan                        |                                                        |
| 2002    | 2                            | Comme des Garçons                  |                                                        |
| 2002    | Chance                       | Chanel                             | Jacques Polge                                          |
| 2002    | M7                           | Yves Saint Laurent                 | Alberto Morillas, Jacques Cavallier                    |
| 2003    | Malbec                       | O Boticário                        |                                                        |
| 2003    | 100% Love                    | Shaping Room                       | Sophia Grojsman                                        |
| 2003    | Amor Amor                    | Cacharel                           | Laurent Bruyere, Dominque Ropion                       |
| 2003    | Beyond Paradise              | Estée Lauder                       |                                                        |
| 2003    | Brit                         | Burberry                           |                                                        |
| 2003    | Narciso Rodriguez For Her    | Narciso Rodriguez                  | Francis Kurkdjian & Christine Nagel                    |
| 2004    | Eau des Merveilles           | Hermès                             | Ralf Schwieger / Nathalie Feisthauer                   |
| 2004    | Flowerbomb                   | Viktor & Rolf                      | Olivier Polge / Carlos Benaim / Domitille Bertier      |
| 2004    | Pure Poison                  | Christian Dior                     |                                                        |
| 2005    | Alien                        | Theirry Mugler                     | Dominique Ropion / Laurent Bruyere                     |
| 2005    | Chinatown                    | Bond No. 9                         | Aurelien Guichard                                      |
| 2005    | Euphoria                     | Calvin Klein                       |                                                        |
| 2005    | Un Jardin sur le Nil         | Hermès                             | Jean-Claude Ellena                                     |
| 2005    | Allure Charming              | Dolce & Gabbana                    |                                                        |
| 2006    | Terre d'Hermès               | Hermès                             | Jean-Claude Ellena                                     |
| 2006    | Rose 31                      | Le Labo                            | Daphne Bugey                                           |
| 2006    | Lily & Spice                 | Penhaligon's                       |                                                        |
| 2006    | Insolence                    | Guerlain                           | Maurice Roucel                                         |
| 2006    | L'Homme                      | Yves Saint Laurent                 |                                                        |
| 2007    | Fleur du Mâle                | Jean-Paul Gaultier                 | Francis Kurkdjian                                      |
| 2007    | Prada Infusion d'Iris        | Prada                              |                                                        |
| 2007    | Gucci by Gucci               | Gucci                              |                                                        |
| 2007    | Black                        | Roberto Cavalli                    |                                                        |
| 2008    | 8 88                         | Comme des Garçons                  |                                                        |
| 2008    | Gucci by Gucci - Pour Homme  | Gucci                              |                                                        |
| 2008    | Diamonds                     | Emporio Armani                     |                                                        |
| 2009    | Versense                     | Versace                            |                                                        |
| 2014    | Uomo                         | Valentino S.p.A.                   |                                                        |